# Венгры в Великобритании
Венгры в Великобритании (венг. Magyarok az Egyesült Királyságban, англ. Hungarians in the United Kingdom) являются этнической группой, исторически или этнически имеющие отношение к Венгрии.

## История
Первые венгерские студенты стали поступать на учёбу в Оксфорд в XVI—XVII вв. Самый известный из них, Янош Банффунади (1576—1646) впоследствии поселился в Лондоне и стал учить детей латыни с использованием новаторских технологий.

Многие венгры (как и другие перемещённые лица из стран Восточной Европы) переехали в Англию во время и после Второй мировой войны. Кроме того, до 200 тысяч венгров, покинувших свою страну после венгерской революции 1956 года поселились во всем западном мире, в том числе и в Великобритании.

## Численность
После вступления Венгрии в Европейский Союз в 2004 году, венгерское население в Великобритании значительно выросло. Венгры начали прибывать в Великобританию, чтобы работать не только в сфере услуг и в качестве помощников по хозяйству, но и врачей или сотрудников крупных финансовых институтов. По оценке управления национальной статистики Великобритании, по состоянию на 2008 в Великобритании проживает 26 000 венгров, по сравнению с 13 159 в момент переписи населения Соединённого Королевства 2001 года.